# Сборная Молдовы по пляжному футболу
Сборная Молдавии по пляжному футболу (рум. Echipa națională de fotbal pe plajă a Moldovei) — национальная команда, которая представляет Молдавию на международных соревновательных дисциплинах по пляжному футболу. Управляется Молдавской федерацией футбола.
Молдавия никогда не участвовала розыгрышах чемпионатов мира. По состоянию на август 2024 года Молдавия в мировом рейтинге пляжного футбола занимает 30 место.

## История
Ещё до созыва официальной сборной Молдавии в августе 2009 года существовала сборная клубов Молдавии под руководством Олега Петрова, которая приняла участие у турнире в румынском городе Мамая.
Свой первый в истории матч Молдавия провела 18 июня 2010 года в Киеве против Украины (1:3). Единственный гол в футболке молдаван записал на свой счёт Денис Койчев. Первым же официальным турниром для команды Вячеслава Руснака стала квалификация на чемпионат мира 2011 года. В своей группе команда сенсационно завоевала первое место, обыграв Польшу (1:1, 1:0 по пенальти), Норвегию (3:1) и Австрию (3:1). На стадии 1/8 финала команде попалась сборная Испании, которой молдаване уступили со счётом 1:5 и покинули турнир.
Следующий отбор к чемпионату мира 2013 года, составлявшийся в июле 2012 года, Молдавия провела менее удачно, проиграв во все матчи группового этапа — Португалии (2:8), Украине (1:3) и Греции (2:8).
В апреле 2013 года директором секции пляжного футбола при Молдавской федерации футбола стал Драгош Хынку.
Дебют в Евролиге для сборной Молдавии состоялся на турнире 2013 года, где команда добыла одну победу в матче с Андоррой (6:3), но проиграла в играх с Чехией (3:9) и Англией (1:2). Капитаном команды на турнире являлся Руслан Истрати, работавший тогда на кишинёвском водоканале. Впоследствии в Евролиге молдаване играли в дивизионе «Б». В сезоне 2022 года команда смогла обыграть в финальной игре сборную Турцию (5:3) и вышла дивизион «А». При этом Григорий Кожокарь был признан лучшим игроком, а Руслан Истрати — лучшим вратарём. За эту победу команда была награждена дипломами l степени от парламента Молдавии.
В 2023 году в Евролиге Молдавия заняла 13 место, что позволило команде сохранить право играть в дивизионе «А».
В марте 2021 года команда сыграла на Международном Кубке НЛПФ в Москве, где проиграв все матчи заняла последнее шестое место. В рамках отбора на Всемирные пляжные игры 2023 года Молдавия заняла 10-е место. На Европейских играх 2023 года в Польше сборная Молдавия стала шестой.
Наиболее близка к выходу на чемпионат мира по пляжному футболу Молдавия была в отборе к турниру 2024 года. Тогда команда заняла второе место в группе, что позволило сыграть в плей-офф, где молдаване уступили Украине со счётом 2:5.

## Состав
Состав сборной Молдавии для участия в Евролиги 2023 года, объявленный главным тренером Русланом Пернаем.
| Игрок          | Клуб             |
| -------------- | ---------------- |
| Р. Истрати     | Нистру (Кишинев) |
| Д. Граур       | Нистру (Кишинев) |
| Н. Гарановский | Нистру (Кишинев) |
| Г. Кожокарь    | Нистру (Кишинев) |
| Н. Игнат       | Нистру (Кишинев) |
| А. Турта       | Нистру (Кишинев) |
| А. Сырги       | Нистру (Кишинев) |
| А. Еремия      | Нистру (Кишинев) |
| Е. Боровский   | Нистру (Кишинев) |
| Т. Виеру       | Будешть          |
| С. Морару      | Будешть          |
| И. Канчук      | Атлант (Кишинев) |

## Главные тренеры
- Вячеслав Руснак
- Василий Арлет (2014—2019)[22]
- Руслан Пернай

## Статистика

### Квалификация на чемпионат мира
| Год   | Результат      | И              | В              | П              | ГЗ             | ГП             |
| ----- | -------------- | -------------- | -------------- | -------------- | -------------- | -------------- |
| 2008  | не участвовала | не участвовала | не участвовала | не участвовала | не участвовала | не участвовала |
| 2009  | не участвовала | не участвовала | не участвовала | не участвовала | не участвовала | не участвовала |
| 2011  | 1/8 финала     | 4              | 3              | 1              | 8              | 8              |
| 2013  | Групповой этап | 3              | 0              | 3              | 5              | 19             |
| 2015  | Групповой этап | 3              | 0              | 3              | 13             | 27             |
| 2017  | 16 место       | 8              | 2              | 6              | 21             | 47             |
| 2019  | 1/8 финала     | 4              | 1              | 3              | 7              | 28             |
| 2021  | Групповой этап | 2              | 0              | 2              | 3              | 5              |
| 2023  | Плей-офф       | 4              | 2              | 2              | 12             | 12             |
| Всего | 7/9            | 28             | 7              | 20             | 69             | 146            |